# Fernand Portal
Fernand Portal (Laroque, 14 agosto 1855 – Parigi, 19 giugno 1926) è stato un presbitero francese, considerato uno dei pionieri del dialogo ecumenico tra le confessioni cristiane.

## Biografia
Dopo gli studi presso il seminario di Parigi, fu ordinato sacerdote della Congregazione della Missione nel 1880; la sua ambizione era diventare missionario in Cina, ma ne fu impedito dalla sua salute. Dopo dieci anni di insegnamento a Tours, Orano, Lisbona, Nizza e Cahors, si trasferì a Madeira per le cure della sua cagionevole salute. Laggiù nel 1890 incontrò Charles Lindley Wood, visconte Halifax, un nobile inglese, il cui figlio era affetto da tubercolosi; Lord Halifax era un grande fautore del ravvicinamento tra la chiesa anglicana e quella romana. Tra i due uomini nacque un'amicizia che li legò per il resto della vita e finalizzata alla riunione delle due chiese.

### LeOrdinazioni anglicane
Tra la fine del 1893 e l'inizio del 1894 padre Portal pubblicò sulla rivista Science catholique una serie di articoli intitolati Le ordinazioni anglicane, che in seguito furono raccolti in volume con lo pseudonimo di Fernand Dalbus.
In questi saggi Portal faceva riferimento alla consacrazione del vescovo Matthew Parker da cui, per volere della regina Elisabetta I ebbe inizio la successione episcopale anglicana; Portal metteva sotto esame tre problemi:
- il rito: il vescovo Parker era stato consacrato con il Cerimoniale di Edoardo VI;
- il fatto storico della successione;
- la validità degli ordini anglicani.

La conclusione di Portal era che, pur considerando valido sia il rito che il fatto storico della successione, gli ordini anglicani non erano validi, poiché non era questa l'intenzione dei primi consacratori ed ordinandi.

### Le sanzioni romane
Nell'estate del 1894 padre Portal, su invito ed accompagnato da lord Halifax, effettuò un viaggio in Inghilterra e prese contatto con le chiese e le comunità cattoliche. Fu, però, ricevuto anche dall'arcivescovo di York Mac Logan e dall'arcivescovo di Canterbury, Benson. Il primo lo accolse con molta simpatia, mentre il secondo fu più freddo e non gli nasconse i suoi sentimenti anti-romani. La conclusione di padre Portal era che l'idea della Unione delle due Chiese era ancora ristretta ad una piccola minoranza della Chiesa anglicana e che ci voleva ancora parecchio tempo perché potesse prendere piede.
Di ritorno dal suo viaggio, padre Portal fu chiamato a Roma per illustrarne i risultati; l'11 settembre fu ricevuto dal cardinal Rampolla, Segretario di Stato, ed il giorno successivo da papa Leone XIII.